# Feriha Tevfik
Feriha Tevfik Dağ z d. Negüz (ur. 1910 w Stambule, zm. 22 kwietnia 1991 tamże) – turecka aktorka filmowa.

## Życiorys
W 1929 zwyciężyła w rozgrywanym po raz pierwszy konkursie Miss Turcji, pokonując 124 rywalki biorące w nim udział. Po raz drugi wzięła udział w konkursie w 1932, zajmując drugie miejsce (za Keriman Halis). W 1933 zadebiutowała w filmie Kaçakçılar (Przemytnicy). Wystąpiła w 9 filmach fabularnych. Występowała w Teatrze Miejskim w Ankarze.
Była trzykrotnie zamężna. Zmarła w wyniku udaru mózgu.

## Role filmowe
- 1929: Kaçakçılar
- 1933: Karım beni aldatırsa
- 1934: Milyon avcıları
- 1934: Leblebici Horhor Ağa
- 1934: Aysel Bataklı Damın Kızı (Aysel, dziewczyna z bagien) jako Gülsüm
- 1939: Bir kavuk devrildi
- 1939: Allah'ın cenneti
- 1939: Tosun Paşa